# Agence d'État pour l'assurance maladie obligatoire (Azerbaïdjan)

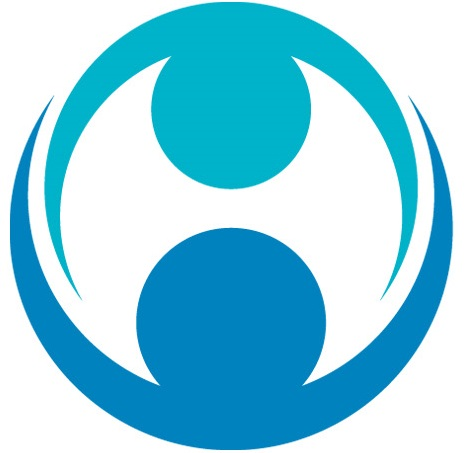
Logo de l'agence

L'Agence d'État pour l'assurance maladie obligatoire relevant du cabinet de l'Azerbaïdjan (en azerbaïdjanais: Azərbaycan Respublikasının Nazirlər Kabineti yanında Icbari Tibbi Sığorta üzrə Dövlət Agentliyi) est une entité juridique qui assure la mise en œuvre d'une assurance médicale obligatoire, accumulant des fonds pour financer les services médicaux dans le cadre du paquet de base en Azerbaïdjan.

## Histoire
L'Agence d'État pour l'assurance maladie obligatoire a été créée par arrêté du président de l'Azerbaïdjan n ° 2592 du 27 décembre 2007 et a commencé ses activités sur la base du décret présidentiel n ° 765 du 15 février 2016. Selon le président par le décret n ° 1255 du 24 novembre 2016, l'agence d'État pour l'assurance maladie obligatoire a été créée en tant qu'entité juridique de droit public "Agence d'État pour l'assurance maladie obligatoire". 
Le 27 octobre 2015, Zaur Aliyev a été nommé directeur de l'Agence d'État pour l'assurance maladie obligatoire.

## Activité
Selon le décret du président de l'Azerbaïdjan du 29 novembre 2016, la ville de Mingatchevir et de Yevlakh ont été sélectionnés comme territoires pilotes pour l'application de l'assurance médicale obligatoire en Azerbaïdjan. Selon le décret du 16 février 2018, le district d'Agdach a également été inclus dans le projet pilote.
Depuis le 1er janvier 2020, les citoyens enregistrés dans 24 régions du pays (Gouba, Gusar, Khatchmaz, Chabran, Siyazan, Khizi, Chamakhy, Ismayilli, Agsu, Gobustan, Balaken, Zagatala, Gah, Chaki, Oguz, Gabala, Goychay, Ujar , Zardab, Kurdamir, Mingatchevir, Agdach, Yevlakh et Nakhitchevan) reçoivent des services médicaux dans le cadre d'une assurance médicale obligatoire[réf. souhaitée].

## Coopération
La coopération entre l'Agence d'État pour l'assurance maladie obligatoire et le Fonds des Nations unies pour l'enfance (UNICEF) a été établie le 16 janvier 2019.